# 頂寮溪
頂寮溪，位於臺灣北部新竹市香山區。其源頭在竹東丘陵西端之香山區美山里吊鬼坑，先向西南轉西流，匯集發源自五厝坪的支流後，成為美山里與朝山里的界河，續向西流出竹東丘陵，穿越縱貫鐵路及省道台1線以後，進入朝山里境內，隨後轉向北流，於頂寮橋附近再轉向西流，注入台灣海峽沿岸的香山濕地。
頂寮溪全長1.3公里，河床平均比降30.77公尺/公里，為全新竹市平均坡度最陡的溪流。